# Xəlilli (Ağsu)
Xəlilli è un comune dell'Azerbaigian situato nel distretto di Ağsu. Conta una popolazione di 749 abitanti.